# Кроази сир Ер
Кроази сир Ер (фр. Croisy-sur-Eure) насеље је и општина у северној Француској у региону Горња Нормандија, у департману Ер која припада префектури Евре.
По подацима из 2011. године у општини је живело 229 становника, а густина насељености је износила 57,97 становника/km². Општина се простире на површини од 3,95 km². Налази се на средњој надморској висини од 148 метара (максималној 126 m, а минималној 36 m).

## Демографија
| 1962. | 1968. | 1975. | 1982. | 1990. | 1999. | 2011. |
| ----- | ----- | ----- | ----- | ----- | ----- | ----- |
| 110   | 126   | 161   | 147   | 179   | 233   | 229   |

График промене броја становника у току последњих година